# Гуго I фон Верденберг-Хайлигенберг
Гуго I фон Верденберг-Хайлигенберг (нем. Hugo I. von Werdenberg-Heiligenberg, ум. 7 декабря 1280) — немецкий граф из рода Тюбингенов.

## Биография
Сын графа Рудольфа I фон Монтфорт-Верденберга (ум. 1243/48) и Клеменции фон Кибург.
По произведенному в 1260 году разделу отцовских владений получил их северную часть, а его брат Хартман I — южную.
С 1264 по 1272 год вместе с графом Рудольфом I Габсбургом (племянником Гартмана Старшего фон Кибурга) упоминается в документах как опекун Анны, дочери Гартмана Младшего фон Кибурга.
С 1271 года как старший в роду являлся опекуном своих племянников — сыновей Хартмана I фон Верденберг-Зарганс.
Рудольф I Габсбург после своего избрания германским королём в 1274 году передал Гуго I фон Верденбергу фогство в Верхней Швабии с пожизненным титулом ландграфа.
При посредничестве короля Гуго I фон Верденберг купил замок Хайлибенберг, который сделал своей резиденцией.
Воспользовавшись двояким результатом выборов аббата в монастыре Сент-Галлен, получил в залог город Лихтенштайг в Туртале.

## Брак и дети
Жена — Мехтильда фон Нойффен. Дети:
- Хуго II, граф фон Верденберг-Хайлигенберг
- Адельгейда, жена Иоганна I фон Лихтенберга
- София
- Катарина
- Йоханна
- Адельгейда, жена Эберхарда II Вюртембергского.